# Knisselbo
Knisselbo er en by i Hanebo socken, Bollnäs kommun i Gävleborgs län i Sverige. Byen deler i vest grænse med Hällbo, hvor bygrænsen falder sammen med sognegrænsen mellem Hanebo og Bollnäs socken, mens byen i sydøst grænser op til Västansjö. Bebyggelsen ligger efter Flugån samt den såkaldte "Knektåsen". Til byen Knisselbo hører ligeledes sætere. Vandløbet Gällsån rinder ud i Flugån, hvor Gällsån udgør grænsen mod Västansjö nogle hundrede meter under Knisselbo kvarn.

## Historie
I Knisselbo lå et kraftværk som forsynede dele af Hällbo, Knisselbo og Västansjö med el i årene 1918 til 1937. Det var ejet af Knisselbo Elektriska förening u.p.a. Omtrent midt i byen ligger Knisselbo kvarn, som var i drift fra starten af 1800-tallet og frem til 1975.